# Unione Sportiva Colligiana 1947-1948
Questa pagina raccoglie i dati riguardanti la Valdelsa Football Colligiana nelle competizioni ufficiali della stagione 1947-1948.

## Stagione
L'Unione Sportiva Colligiana partecipò al campionato di Serie C 1947-1948, Lega Centro, girone C. Nella storia del calcio italiano questo è stato il più ampio campionato di terzo livello, comprendendo 286 società, suddivise in 18 gironi a loro volta divisi tra le Leghe del Nord, del Centro e del Sud, indipendenti tra di loro.
Era comunque un campionato di transizione che prevedeva, per l'anno successivo, il ritorno all'organizzazione esistente prima del periodo bellico, con quattro gironi. Per questo fu previsto il blocco delle promozioni in Serie B e l'ammissione al nuovo campionato di Promozione 1948-1949 delle squadre classificate dal 3º al 13º posto. Le ultime classificate sarebbero state retrocesse in Prima Divisione.
La Colligiana, sotto la presidenza dell'imprenditore colligiano Leonardo Meoni e agli ordini dell'allenatore Cinzio Scagliotti, si classifica al 13º posto del campionato di serie C, Lega Centro, girone C (o Girone N, escludendo la suddivisione tra le tre Leghe come da più parti riportato) e pertanto acquista il diritto a partecipare, nella stagione successiva, al campionato di Promozione, o IV Serie, categoria dove militerà fino alla stagione 1952-1953.
Facevano parte di quella squadra, tra gli altri, Landolfi, Miniussi, Dal Monte e Cantini.

## Società
Area direttiva
- Presidente: Leonardo Meoni

Area tecnica
- Allenatore: Cinzio Scagliotti

## Rosa
| N. |                   | Ruolo | Calciatore           |
| -- | ----------------- | ----- | -------------------- |
|    | Italia (bandiera) | P     | Guarducci            |
|    | Italia (bandiera) | P     | Cicchetti            |
|    | Italia (bandiera) | P     | Panti Guglielmo      |
|    | Italia (bandiera) | P     | Picozzi              |
|    | Italia (bandiera) | D     | Burrresi             |
|    | Italia (bandiera) | D     | Cappellini Vittorio  |
|    | Italia (bandiera) | D     | Dal Monte            |
|    | Italia (bandiera) | D     | Cappellini Vittorio  |
|    | Italia (bandiera) | D     | Miniussi Pietro      |
|    | Italia (bandiera) | D     | Scarpellini Giovanni |

| N. |                   | Ruolo | Calciatore       |
| -- | ----------------- | ----- | ---------------- |
|    | Italia (bandiera) | C     | Cantini          |
|    | Italia (bandiera) | C     | Gobetto Giuliano |
|    | Italia (bandiera) | C     | Gennai Adolfo    |
|    | Italia (bandiera) | C     | Malandrini Iro   |
|    | Italia (bandiera) | A     | Bigazzi Delfino  |
|    | Italia (bandiera) | A     | Landolfi Juan    |
|    | Italia (bandiera) | A     | Valente Giovanni |

## Statistiche

### Statistiche di squadra

#### Girone C
|  |     | Seconda Divisione Nord girone C 1947-48 | Pt | G  | V  | N | P  | GF | GS |
|  | --- | --------------------------------------- | -- | -- | -- | - | -- | -- | -- |
|  | 13. | U.S. Colligiana, Colle di Val d'Elsa    | 27 | 30 | 12 | 3 | 15 | 44 | 55 |